# Beardalls of Nottingham
Beardalls of Nottingham war ein britisches Unternehmen im Bereich Automobile und ehemaliger Automobilhersteller.

## Unternehmensgeschichte
Das Unternehmen aus Nottingham vertrieb ab 1954 Fahrzeuge von Volkswagen sowie ab etwa Ende der 1960er Jahre VW-Buggies von GP. 1971 begann die Produktion von Automobilen. Der Markenname lautete Beardalls. 1973 endete die Produktion. Insgesamt entstanden etwa sechs Exemplare.

## Fahrzeuge
Das einzige Modell war der Buggy. Dies war ein Buggy, der dem Buggy von GP ähnelte. Er war nur als Komplettfahrzeug erhältlich.